# 東京都第13区
東京都第13区（とうきょうとだい13く）は、日本の衆議院議員総選挙における選挙区。1994年（平成6年）の公職選挙法改正で設置。

## 区域

### 現在の区域
2022年（令和4年）公職選挙法改正以降の区域は以下のとおりである。一部が29区へ移行された。
- 足立区の一部（東部）
  - 青井1〜6丁目、足立1〜4丁目、綾瀬1〜7丁目、梅島1〜3丁目、梅田1〜8丁目、大谷田1〜5丁目、加平1〜3丁目、北加平町、栗原1・2丁目、弘道1・2丁目、佐野1・2丁目、島根1〜4丁目、神明1〜3丁目、神明南1・2丁目、関原1〜3丁目、千住1〜5丁目、千住曙町、千住旭町、千住東1・2丁目、千住大川町、千住河原町、千住寿町、千住桜木1・2丁目、千住関屋町、千住龍田町、千住中居町、千住仲町、千住橋戸町、千住緑町1〜3丁目、千住宮元町、千住元町、千住柳町、竹の塚1〜7丁目、辰沼1・2丁目、中央本町1〜5丁目、東和1〜5丁目、中川1〜5丁目、西綾瀬1〜4丁目、西新井栄町1・2丁目、西加平1・2丁目、西保木間1〜4丁目、花畑1〜8丁目、東綾瀬1〜3丁目、東保木間1・2丁目、東六月町、一ツ家1〜4丁目、日ノ出町、平野1〜3丁目、保木間1〜5丁目、保塚町、南花畑1〜5丁目、六木1〜4丁目、谷中1〜5丁目、柳原1・2丁目、六月1〜3丁目、六町1〜4丁目

東武伊勢崎線（東武スカイツリーライン）、環状七号線、尾竹橋通りより東側の地区がほぼ相当。

### 2017年から2022年までの区域
2017年（平成29年）公職選挙法改正から2022年の小選挙区改定までの区域は以下のとおりである。2017年の区割り変更では、12区の一部（扇1・3丁目、興野1・2丁目、西新井本町1〜5丁目、西新井栄町3丁目、本木1・2丁目、本木東・西・南・北町）が本区へ移行された。
- 足立区の一部（東部）[7]
  - 青井1〜6丁目、足立1〜4丁目、綾瀬1〜7丁目、伊興1〜5丁目、伊興本町1・2丁目、梅島1〜3丁目、梅田1〜8丁目、大谷田1〜5丁目、加平1〜3丁目、北加平町、栗原1〜4丁目、弘道1・2丁目、古千谷1・2丁目、古千谷本町1〜4丁目、佐野1・2丁目、島根1〜4丁目、神明1〜3丁目、神明南1・2丁目、関原1〜3丁目、千住1〜5丁目、千住曙町、千住旭町、千住東1・2丁目、千住大川町、千住河原町、千住寿町、千住桜木1・2丁目、千住関屋町、千住龍田町、千住中居町、千住仲町、千住橋戸町、千住緑町1〜3丁目、千住宮元町、千住元町、千住柳町、竹の塚1〜7丁目、辰沼1・2丁目、中央本町1〜5丁目、東和1〜5丁目、中川1〜5丁目、西綾瀬1〜4丁目、西新井1〜7丁目、西新井栄町1〜3丁目、西伊興1〜4丁目、西伊興町、西加平1・2丁目、西竹の塚1・2丁目、西保木間1〜4丁目、花畑1〜8丁目、東綾瀬1〜3丁目、東伊興1〜4丁目、東保木間1・2丁目、東六月町、一ツ家1〜4丁目、日ノ出町、平野1〜3丁目、保木間1〜5丁目、保塚町、南花畑1〜5丁目、六木1〜4丁目、谷在家1丁目、谷中1〜5丁目、柳原1・2丁目、六月1〜3丁目、六町1〜4丁目、扇1・3丁目、興野1・2丁目、西新井本町1〜5丁目、本木1・2丁目、本木北町、本木西町、本木東町、本木南町

東京都第12区に含まれない地域（尾久橋通り・日暮里・舎人ライナー以東の地区がほぼ相当）。

### 2017年以前の区域
1994年（平成6年）公職選挙法改正から2017年の小選挙区改定までの区域は以下のとおりである。
- 足立区（12区に属しない区域）[9]
  - 青井1〜6丁目、足立1〜4丁目、綾瀬1〜7丁目、伊興1〜5丁目、伊興本町1・2丁目、梅島1〜3丁目、梅田1〜8丁目、大谷田1〜5丁目、加平1〜3丁目、北加平町、栗原1〜4丁目、弘道1・2丁目、古千谷1・2丁目、古千谷本町1〜4丁目、佐野1・2丁目、島根1〜4丁目、神明1〜3丁目、神明南1・2丁目、関原1〜3丁目、千住1〜5丁目、千住曙町、千住旭町、千住東1・2丁目、千住大川町、千住河原町、千住寿町、千住桜木1・2丁目、千住関屋町、千住龍田町、千住中居町、千住仲町、千住橋戸町、千住緑町1〜3丁目、千住宮元町、千住元町、千住柳町、竹の塚1〜7丁目、辰沼1・2丁目、中央本町1〜5丁目、東和1〜5丁目、中川1〜5丁目、西綾瀬1〜4丁目、西新井1〜7丁目、西新井栄町1・2丁目、西伊興1〜4丁目、西伊興町、西加平1・2丁目、西竹の塚1・2丁目、西保木間1〜4丁目、花畑1〜8丁目、東綾瀬1〜3丁目、東伊興1〜4丁目、東保木間1・2丁目、東六月町、一ツ家1〜4丁目、日ノ出町、平野1〜3丁目、保木間1〜5丁目、保塚町、南花畑1〜5丁目、六木1〜4丁目、谷在家1丁目、谷中1〜5丁目、柳原1・2丁目、六月1〜3丁目、六町1〜4丁目

## 歴史
1996年の総選挙では、新進党の鴨下一郎が、自民党候補らを破り当選。2000年の総選挙で2選。2003年の総選挙では、自民党の鴨下と民主党の城島正光が大激戦を繰り広げ、城島が2000票余りの差で競り勝った。2005年の総選挙は、前回選挙と同じ顔ぶれだったが、自民党の鴨下が民主党の城島に5万票近い差をつけ圧勝した。2009年の総選挙は、民主党からは新人の平山泰朗が立候補し、鴨下と激戦を繰り広げた結果、3000票余りの差で勝利した。なお、2000年には城島が、2003年と2009年には鴨下がそれぞれ比例復活当選している。
鴨下は2012年以降3回選挙区で議席を獲得し続けて2021年に引退し、後継の土田慎が第49回衆議院議員総選挙で当選し、自民党の議席を守った。土田は福島2区で比例復活した馬場雄基とともに、初の平成生まれの国会議員となった。2024年の第50回衆議院議員総選挙では土田が再選したものの国民民主党の森洋介に比例復活を許した。

## 選出議員
| 選挙名                 | 年     | 当選者   | 党派       |
| ---------------------- | ------ | -------- | ---------- |
| 第41回衆議院議員総選挙 | 1996年 | 鴨下一郎 | 新進党     |
| 第42回衆議院議員総選挙 | 2000年 | 鴨下一郎 | 自由民主党 |
| 第43回衆議院議員総選挙 | 2003年 | 城島正光 | 民主党     |
| 第44回衆議院議員総選挙 | 2005年 | 鴨下一郎 | 自由民主党 |
| 第45回衆議院議員総選挙 | 2009年 | 平山泰朗 | 民主党     |
| 第46回衆議院議員総選挙 | 2012年 | 鴨下一郎 | 自由民主党 |
| 第47回衆議院議員総選挙 | 2014年 | 鴨下一郎 | 自由民主党 |
| 第48回衆議院議員総選挙 | 2017年 | 鴨下一郎 | 自由民主党 |
| 第49回衆議院議員総選挙 | 2021年 | 土田慎   | 自由民主党 |
| 第50回衆議院議員総選挙 | 2024年 | 土田慎   | 自由民主党 |

## 選挙結果
時の内閣：第1次石破内閣 解散日：2024年10月9日 公示日：2024年10月15日
当日有権者数：38万8211人 最終投票率：50.70%（前回比：0.18%） （全国投票率：53.85%（2.08%））
| 当落 | 候補者名 | 年齢 | 所属党派     | 新旧 | 得票数   | 得票率 | 惜敗率 | 推薦・支持 | 重複 |
| ---- | -------- | ---- | ------------ | ---- | -------- | ------ | ------ | ---------- | ---- |
| 当   | 土田慎   | 33   | 自由民主党   | 前   | 75,050票 | 39.62% | ――     | 公明党推薦 | ○    |
| 比当 | 森洋介   | 30   | 国民民主党   | 新   | 58,385票 | 30.82% | 77.79% |            | ○    |
|      | 沢田真吾 | 39   | 日本共産党   | 新   | 29,004票 | 15.31% | 38.65% |            |      |
|      | 重田惇平 | 29   | 日本維新の会 | 新   | 26,989票 | 14.25% | 35.96% |            | ○    |

時の内閣：第1次岸田内閣 解散日：2021年10月14日 公示日：2021年10月19日
当日有権者数：48万247人 最終投票率：50.88%（前回比：3.06%） （全国投票率：55.93%（2.25%））
| 当落 | 候補者名 | 年齢 | 所属党派   | 新旧 | 得票数    | 得票率 | 惜敗率 | 推薦・支持 | 重複 |
| ---- | -------- | ---- | ---------- | ---- | --------- | ------ | ------ | ---------- | ---- |
| 当   | 土田慎   | 31   | 自由民主党 | 新   | 115,669票 | 49.31% | ――     | 公明党推薦 | ○    |
|      | 北條智彦 | 38   | 立憲民主党 | 新   | 78,665票  | 33.54% | 68.01% |            | ○    |
|      | 沢田真吾 | 36   | 日本共産党 | 新   | 30,204票  | 12.88% | 26.11% |            |      |
|      | 渡辺秀高 | 50   | 無所属     | 新   | 5,985票   | 2.55%  | 5.17%  |            | ×    |
|      | 橋本孫美 | 44   | 無所属     | 新   | 4,039票   | 1.72%  | 3.49%  |            | ×    |

- 当選した土田慎は馬場雄基と共に初の平成生まれの国会議員となった。

時の内閣：第3次安倍第3次改造内閣 解散日：2017年9月28日 公示日：2017年10月10日
当日有権者数：47万2423人 最終投票率：47.82%（前回比：2.14%） （全国投票率：53.68%（1.02%））
| 当落 | 候補者名   | 年齢 | 所属党派   | 新旧 | 得票数    | 得票率 | 惜敗率 | 推薦・支持 | 重複 |
| ---- | ---------- | ---- | ---------- | ---- | --------- | ------ | ------ | ---------- | ---- |
| 当   | 鴨下一郎   | 68   | 自由民主党 | 前   | 120,744票 | 55.23% | ――     | 公明党     | ○    |
|      | 北條智彦   | 34   | 立憲民主党 | 新   | 67,070票  | 30.68% | 55.55% |            | ○    |
|      | 祖父江元希 | 42   | 日本共産党 | 新   | 30,807票  | 14.09% | 25.51% |            |      |

時の内閣：第2次安倍改造内閣 解散日：2014年11月21日 公示日：2014年12月2日
当日有権者数：42万2015人 最終投票率：49.96%（前回比：7.32%） （全国投票率：52.66%（6.66%））
| 当落 | 候補者名   | 年齢 | 所属党派   | 新旧 | 得票数    | 得票率 | 惜敗率 | 推薦・支持 | 重複 |
| ---- | ---------- | ---- | ---------- | ---- | --------- | ------ | ------ | ---------- | ---- |
| 当   | 鴨下一郎   | 65   | 自由民主党 | 前   | 113,036票 | 55.55% | ――     | 公明党     | ○    |
|      | 長谷川貴子 | 41   | 民主党     | 新   | 43,028票  | 21.14% | 38.07% |            | ○    |
|      | 祖父江元希 | 39   | 日本共産党 | 新   | 35,518票  | 17.45% | 31.42% |            |      |
|      | 和田智之   | 40   | 次世代の党 | 新   | 11,915票  | 5.86%  | 10.54% |            |      |

- 長谷川は2015年の足立区議会選挙に立候補し当選。

時の内閣：野田第3次改造内閣 解散日：2012年11月16日 公示日：2012年12月4日
当日有権者数：41万8668人 最終投票率：57.28%（前回比：5.54%） （全国投票率：59.32%（9.96%））
| 当落 | 候補者名   | 年齢 | 所属党派     | 新旧 | 得票数    | 得票率 | 惜敗率 | 推薦・支持 | 重複 |
| ---- | ---------- | ---- | ------------ | ---- | --------- | ------ | ------ | ---------- | ---- |
| 当   | 鴨下一郎   | 63   | 自由民主党   | 前   | 115,797票 | 50.31% | ――     |            | ○    |
|      | 川口浩     | 57   | 日本維新の会 | 前   | 46,947票  | 20.40% | 40.54% |            | ○    |
|      | 藤尾直樹   | 33   | 民主党       | 新   | 26,438票  | 11.49% | 22.83% |            | ○    |
|      | 祖父江元希 | 37   | 日本共産党   | 新   | 23,091票  | 10.03% | 19.94% |            |      |
|      | 本多正樹   | 40   | 日本未来の党 | 新   | 17,906票  | 7.78%  | 15.46% |            | ○    |

- 川口は第45回は比例北関東ブロックから当選（民主党）。

時の内閣：麻生内閣 解散日：2009年7月21日 公示日：2009年8月18日
当日有権者数：41万4724人 最終投票率：62.82%（前回比：1.27%） （全国投票率：69.28%（1.77%））
| 当落 | 候補者名 | 年齢 | 所属党派   | 新旧 | 得票数    | 得票率 | 惜敗率 | 推薦・支持 | 重複 |
| ---- | -------- | ---- | ---------- | ---- | --------- | ------ | ------ | ---------- | ---- |
| 当   | 平山泰朗 | 37   | 民主党     | 新   | 114,653票 | 44.90% | ――     |            | ○    |
| 比当 | 鴨下一郎 | 60   | 自由民主党 | 前   | 111,590票 | 43.70% | 97.33% |            | ○    |
|      | 渡辺修次 | 69   | 日本共産党 | 新   | 26,259票  | 10.28% | 22.90% |            |      |
|      | 藤山和正 | 49   | 幸福実現党 | 新   | 2,873票   | 1.13%  | 2.51%  |            |      |

時の内閣：第2次小泉改造内閣 解散日：2005年8月8日 公示日：2005年8月30日 最終投票率：61.55% （全国投票率：67.51%（7.65%））
| 当落 | 候補者名 | 年齢 | 所属党派   | 新旧 | 得票数    | 得票率 | 惜敗率 | 推薦・支持 | 重複 |
| ---- | -------- | ---- | ---------- | ---- | --------- | ------ | ------ | ---------- | ---- |
| 当   | 鴨下一郎 | 56   | 自由民主党 | 前   | 129,586票 | 53.82% | ――     |            | ○    |
|      | 城島正光 | 58   | 民主党     | 前   | 80,378票  | 33.38% | 62.03% |            | ○    |
|      | 田村智子 | 40   | 日本共産党 | 新   | 30,806票  | 12.79% | 23.77% |            | ○    |

- 城島は第45回は「城島光力」として神奈川10区に国替えし、当選。
- 田村は第22回参議院議員通常選挙に比例区から立候補し、当選。

時の内閣：第1次小泉第2次改造内閣 解散日：2003年10月10日 公示日：2003年10月28日 （全国投票率：59.86%（2.63%））
| 当落 | 候補者名 | 年齢 | 所属党派   | 新旧 | 得票数   | 得票率 | 惜敗率 | 推薦・支持 | 重複 |
| ---- | -------- | ---- | ---------- | ---- | -------- | ------ | ------ | ---------- | ---- |
| 当   | 城島正光 | 56   | 民主党     | 前   | 90,277票 | 43.58% | ――     |            | ○    |
| 比当 | 鴨下一郎 | 54   | 自由民主党 | 前   | 88,254票 | 42.61% | 97.76% |            | ○    |
|      | 田村智子 | 38   | 日本共産党 | 新   | 28,605票 | 13.81% | 31.69% |            |      |

時の内閣：第1次森内閣 解散日：2000年6月2日 公示日：2000年6月13日 （全国投票率：62.49%（2.84%））
| 当落 | 候補者名   | 年齢 | 所属党派   | 新旧 | 得票数   | 得票率 | 惜敗率 | 推薦・支持 | 重複 |
| ---- | ---------- | ---- | ---------- | ---- | -------- | ------ | ------ | ---------- | ---- |
| 当   | 鴨下一郎   | 51   | 自由民主党 | 前   | 90,567票 | 42.04% | ――     |            | ○    |
| 比当 | 城島正光   | 53   | 民主党     | 前   | 52,996票 | 24.60% | 58.52% |            | ○    |
|      | 佐々木陸海 | 56   | 日本共産党 | 前   | 48,349票 | 22.44% | 53.38% |            |      |
|      | 逸見英幸   | 52   | 自由党     | 新   | 23,526票 | 10.92% | 25.98% |            | ○    |

時の内閣：第1次橋本内閣 解散日：1996年9月27日 公示日：1996年10月8日 （全国投票率：59.65%（8.11%））
| 当落 | 候補者名   | 年齢 | 所属党派   | 新旧 | 得票数   | 得票率 | 惜敗率 | 推薦・支持 | 重複 |
| ---- | ---------- | ---- | ---------- | ---- | -------- | ------ | ------ | ---------- | ---- |
| 当   | 鴨下一郎   | 47   | 新進党     | 前   | 70,697票 | 35.02% | ――     |            |      |
|      | 近藤信好   | 66   | 自由民主党 | 新   | 65,191票 | 32.30% | 92.21% |            | ○    |
|      | 鈴木賢市   | 41   | 日本共産党 | 新   | 41,918票 | 20.77% | 59.29% |            |      |
|      | 鈴木喜久子 | 61   | 民主党     | 元   | 24,044票 | 11.91% | 34.01% |            | ○    |